# Wilson Sobze
 (février 2024).
La mise en forme du texte ne suit pas les recommandations de Wikipédia : il faut le « wikifier ».
Les points d'amélioration suivants sont les cas les plus fréquents :
- Les titres sont pré-formatés par le logiciel. Ils ne sont ni en capitales, ni en gras.
- Le texte ne doit pas être écrit en capitales (les noms de famille non plus), ni en gras, ni en italique, ni en « petit »…
- Le gras n'est utilisé que pour surligner le titre de l'article dans l'introduction, une seule fois.
- L'italique est rarement utilisé : mots en langue étrangère, titres d'œuvres, noms de bateaux, etc.
- Les citations ne sont pas en italique mais en corps de texte normal. Elles sont entourées par des guillemets français : « et ».
- Les listes à puces sont à éviter, des paragraphes rédigés étant largement préférés. Les tableaux sont à réserver à la présentation de données structurées (résultats, etc.).
- Les appels de note de bas de page (petits chiffres en exposant, introduits par l'outil «  Source ») sont à placer entre la fin de phrase et le point final[comme ça].
- Les liens internes (vers d'autres articles de Wikipédia) sont à choisir avec parcimonie. Créez des liens vers des articles approfondissant le sujet. Les termes génériques sans rapport avec le sujet sont à éviter, ainsi que les répétitions de liens vers un même terme.
- Les liens externes sont à placer uniquement dans une section « Liens externes », à la fin de l'article. Ces liens sont à choisir avec parcimonie suivant les règles définies. Si un lien sert de source à l'article, son insertion dans le texte est à faire par les notes de bas de page.
- La présentation des références doit suivre les conventions bibliographiques. Il est recommandé d'utiliser les modèles {{Ouvrage}}, {{Chapitre}}, {{Article}}, {{Lien web}} et/ou {{Bibliographie}}. Le mode d'édition visuel peut mettre en forme automatiquement les références.
- Insérer une infobox (cadre d'informations à droite) n'est pas obligatoire pour parachever la mise en page.

Pour une aide détaillée, merci de consulter Aide:Wikification.
Si vous pensez que ces points ont été résolus, vous pouvez retirer ce bandeau et améliorer la mise en forme d'un autre article.
 (février 2024).
Wilson Sobze est un acteur et rappeur camerounais,.

## Biographie

### Etudes
Wilson Sobze né le 06 février 1991 à Douala au Cameroun est un acteur et rappeur camerounais. Originaire de la Menoua, il fait ses études à Douala, ville dans laquelle il obtient progressivement un Baccalauréat D en 2009, un BTS en Commerce International en 2011, une licence professionnelle en logistique et transport en 2012 et un master professionnel des organisations en 2013.
Après l'obtention du master toujours en 2013, il se lance dans le cinéma en débutant par une formation.

### Carrière
En 2014, Wilson joue dans la série Au delà de tout soupçon de Ghislain Fotso et dans le court métrage intitulé A qui la faute? de Blaise Tankoua.
En 2016, il joue successivement dans la série de Blaise Tankoua Diagnostique, le long métrage  A Beautiful Day to Die (Une belle journée pour mourir) et  le court métrage Précieux tous deux des réalisations de Guillaume Tambele.
Wilson tourne de 2016 à 2017 dans trois saisons du feuilleton de Blaise Tankoua intitulé La tombe des secrets aux côtés de Muriel Blanche et de Marcelle Kuetche . En 2017, il se produit dans Le coeur d'Adzai avec Cynthia Elisabeth Ngono et Jean-Baptiste Manguele.
En 2018, il est tête d'affiche de Le prince de Genève, un film de Michel Kuate avec Hortavie Mpondo, Cynthia Elisabeth Ngono et Gabriel Fomogne suivi de  Kuntank de la réalisatrice Françoise Ellong en compagnie de Céline Fotso, Axel Abessolo, Godisz Fungwa et Serge Abessolo. En 2019, il joue dans Divine, une série de Flavienne Tchatat et en 2023 dans La bataille des chéries d'Ebenezer Kepombia.
Il remporte le prix du meilleur acteur au Festival International du Court Métrage à Douala FICOD en 2015 par son rôle dans A qui la faute et en 2017 le prix du meilleur acteur lors du festival Komane à Dschang grâce à Précieux.

## Filmographie

### Films

#### 2022
- Jane

#### 2021
- A chacun sa coupe

#### 2018
- Le prince de Genève de Michel Kuate
- Kuntank de Françoise Ellong

#### 2017
- Le coeur d'Adzai

#### 2016
- A Beautiful Day to Die de Guillaume Tambele
- Précieux de Guillaume Tambele

#### 2014
- A qui la faute de Blaise Tankoua

### Série

#### 2023
- La bataille des chéris d'Ebenezer Kepombia

#### 2019
- Divine de Flavienne Tchatat

#### 2021
- Science dans la cité

#### 2018
- Habiba
- Le prix du péché

#### 2016
- Diagnostique de Blaise Tankoua
- Tombe des secrets de Blaise Tankoua

#### 2014
- Au delà de tout soupçon de Ghislain Fotso

## Discographie

### Singles

#### 2020
- Campus

#### 2019
- Cinéma 237
- Les do
- La grande gueule
- Tara Tara

## Prix et récompenses

### 2017
- Prix du meilleur acteur lors du festival Komane dans Précieux

### 2015
- Prix du meilleur acteur au FICOD dans A qui la faute